# Course de garçons de café
 (mars 2013).
Si vous disposez d'ouvrages ou d'articles de référence ou si vous connaissez des sites web de qualité traitant du thème abordé ici, merci de compléter l'article en donnant les références utiles à sa vérifiabilité et en les liant à la section « Notes et références ».

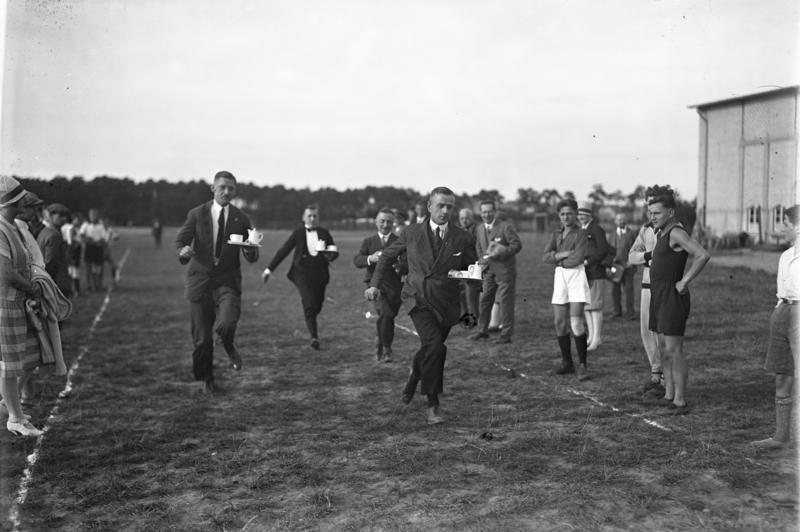
Course de garçons de café de 100 mètres, en Allemagne, en septembre 1930.

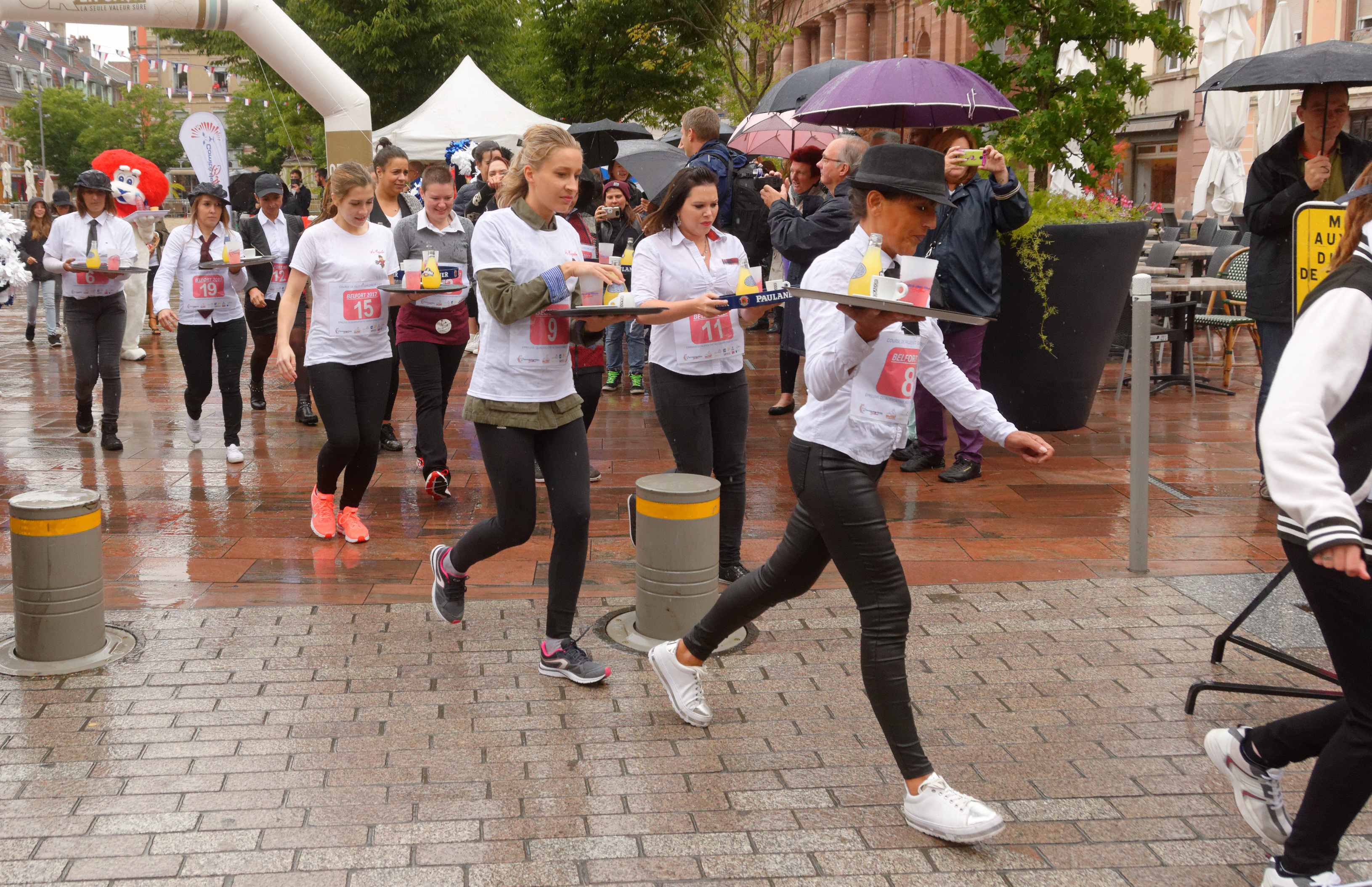
Course de filles et de garçons de café, à Belfort en France, le 2 septembre 2017.

La course des garçons de café est une course mettant à l'épreuve des serveuses et garçons de café et leurs talents de rapidité et d'équilibre. Les garçons courent en portant un plateau sur lequel sont déposés des verres et une bouteille remplis de liquide et qui doivent impérativement rester sur le plateau jusqu'à l'arrivée.

## Historique
On trouve de nombreuses archives mettant en scène des courses de garçons de café à Paris, Londres ou Berlin au début du XXe siècle. Malgré les incertitudes, il est notoirement accepté que la course des garçons de café trouve son origine en France.
Traditionnellement, les courses de garçons de café ont été organisées pour améliorer la reconnaissance de la profession de garçons à Paris. C'est la raison pour laquelle aujourd'hui les courses gardent un lien avec la culture française et que les organisateurs ont souvent l'habitude de les programmer pour le 14 juillet.

## Concept
Le concept de la course des garçons de café est assez simple. Les garçons doivent parcourir un itinéraire de course aussi vite que possible tout en maintenant le contenu de leur plateau intact. De très nombreuses règles et défis ont été ajoutés à la course traditionnelle. À l'origine, le règlement de la course semblait interdire aux garçons de courir. En effet, la course était ouverte aux professionnels seulement qui devaient se mesurer dans les conditions exactes de leur service, c'est-à-dire en marchant vite sans jamais courir.
De nos jours, de nombreuses courses autorisent la course et prévoient même des conditions de sprint ou de relais entre les différents concurrents répartis en équipe.

## Aujourd'hui
La course a traversé les continents. On trouve aujourd'hui des courses de garçons de café dans plus de 53 pays. De Hong Kong jusqu'à Washington, D.C., de Bruxelles à Jérusalem ou de Buenos Aires au Japon, les garçons de café sont à l'honneur pour une journée et se donnent en spectacle pour le bonheur des spectateurs qui viennent les soutenir. En 2011, la course des garçons de café a réinvesti les pavés parisiens qu'elle avait délaissés pendant plus de 10 ans. En 2024, la course des garçons de café a réinvesti les pavés parisiens qu'elle avait délaissés pendant 13 ans. À ce jour, plus de 724 courses de garçons de café dans le monde depuis ses débuts ont été référencées par le site international des courses de garçons de café. Et selon ce site, des courses s'ajoutent à la longue liste régulièrement. 

## Organisateurs
Voici une liste des organisateurs type : office du tourisme (Trouville-sur-Mer, 2011), syndicat professionnel (Paris, 2011), café et restaurant (New York), hôtel et groupe d'hôtels (Hong Kong, 2010), producteur de boisson (Paris, 2011), producteur d’évènements (Brisbane 2010), Alliance Française (Sydney, 2010), école hôtelière (Pontivy, 2011), festival (Portland).[réf. nécessaire]

## Vainqueurs
Les vainqueurs de course se voient généralement attribuer des prix. Nombre d'entre eux avouent que leur victoire a contribué, de près ou de loin, à leur avancement dans leur carrière professionnelle. C'est le cas par exemple de Bassel Halawani, vainqueur de la course de Jérusalem en 2009 et qui fut nommé Manager quelques jours après sa victoire. Selon lui, la course a dopé sa carrière en lui donnant la possibilité de montrer ses qualités et sa détermination.